# Expo 1998

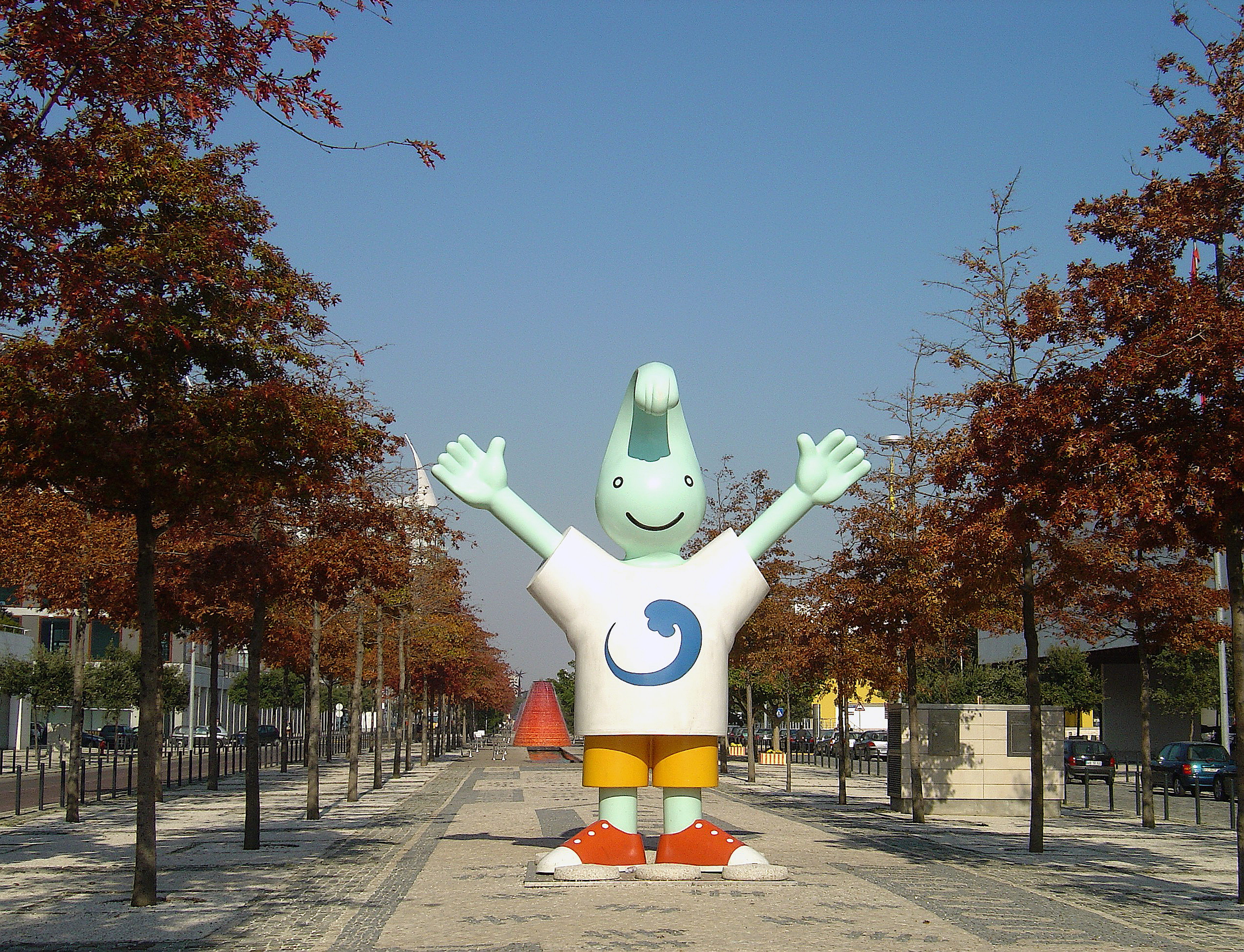
Талісман виставки «Жіл»

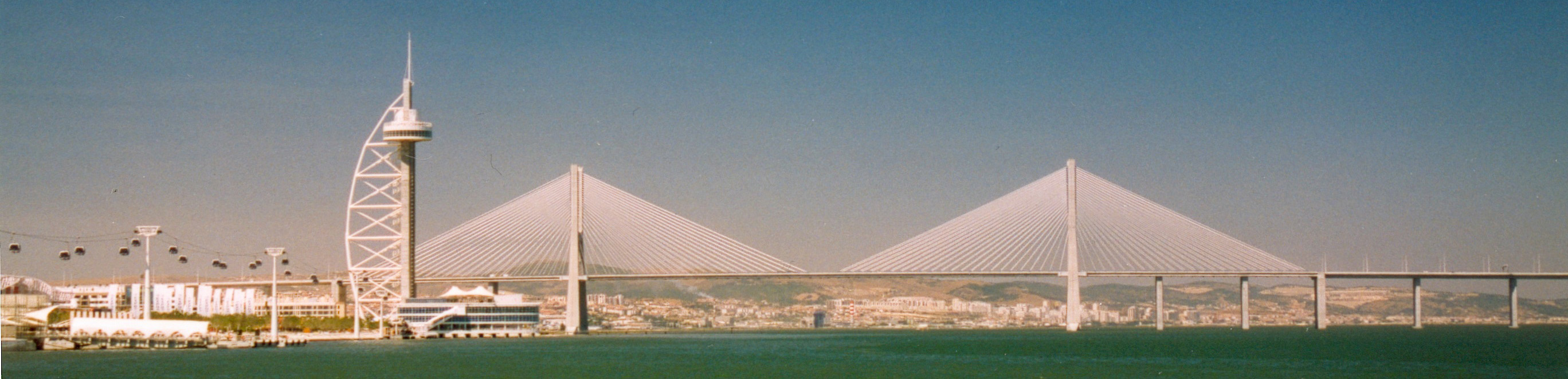
Панорама мосту Вашку да Гама

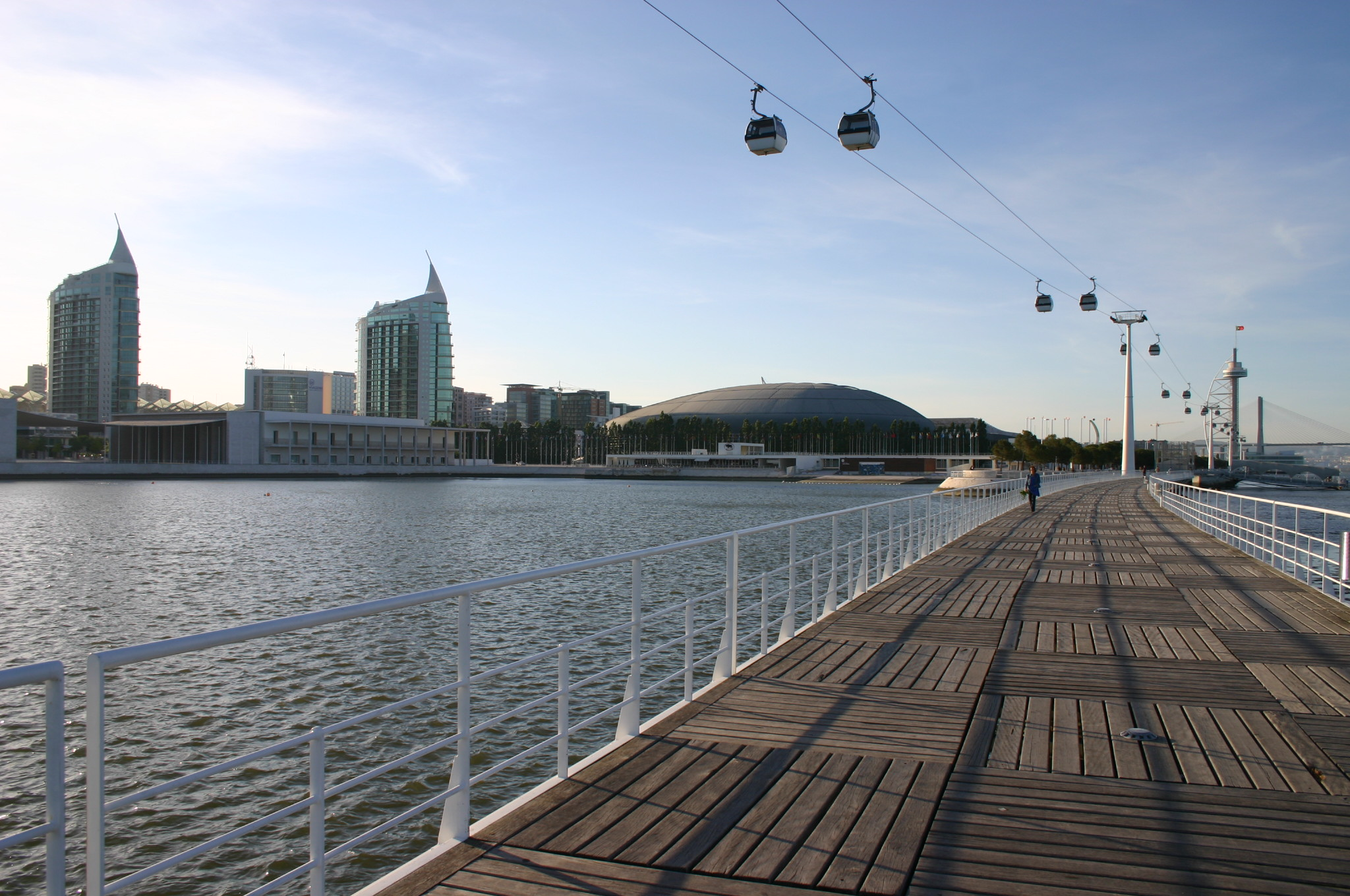
Вигляд на павільйон «Атлантику»

Expo 1998 або Expo'98 (порт. Exposição Mundial de 1998) — всесвітня виставка, що проходила з 22 травня по 30 вересня 1998 року в місті Лісабон, столиці Португалії.

## Місце розташування
Місцем проведення виставки стала східна частина Лісабона, що омивається гирлом річки Тежу.
На місці колись деградованої в урбаністичному відношенні території було побудовано близько десятка нових павільйонів, сьогодні інтегрованих у сучасний парк Націй. Темою виставки стали «океани, як спадщина для майбутнього» (порт. Os oceanos: um património para o futuro). Головними спорудами парку Націй стали: Лісабонський океанарій — один з найбільших акваріумів у світі, що відтворює усі 5 океанів з великою кількістю представників ссавців та риб, павільйон «Атлантику» та найбільший транспортний вузол міста «Gare do Oriente» (включає залізничний та автобусний вокзали, а також станцію «Оріенте» Лісабонського метрополітену).

## Основні заходи
Виставка стала наймасовішим явищем країни всіх часів, оскільки за час її проведення на ній побували близько 11 мільйонів осіб, у тому числі і завдяки музичним виступам, що мали місце у павільйоні «Атлантику». В архітектурному відношенні місто зазнало великих змін, особливо у його східному кварталі. Було побудовано найдовший на той час міст у Європі, виросли сучасні багатоповерхівки і павільйони, а парк Націй став прикладом урбаністичної архітектури не тільки для португальської столиці, але і для країни в цілому.

## Історичні аспекти
Ідея проведення міжнародної експозиції в Лісабоні з'явилася ще в 1989 році. Найголовнішими особами, причетними до виникнення цієї ідеї, були Антоніу Мега Феррейра і Вашку Граса Моура. Обидва входили до складу нещодавньої Комісії з святкування 500-річчя португальських географічних відкриттів. Отримавши урядову підтримку, Мега Феррейра подав заявку на розгляд Міжнародного Бюро Експозицій (фр. Bureau International d'Expositions) і вже незабаром лісабонська кандидатура виграла у канадського Торонто. Згодом було утворене підприємство «Parque Expo» з метою розробки самодостатнього проекту, що зміг би покрити витрати за рахунок продажу квитків, земельних ділянок та реклами.
Першим комісаром EXPO'98 став Антоніу Кардозу і Кунья, якого в 1997 році замінив представник правлячої на той час Соціалістичної партії Жозе де Мелу Торреш Кампуш.

## Квитки, логотип і талісман

Логотип виставки

Вартість одноденного квитка для дорослих становила 5 тис. ешкудо (34 американських долари за курсом на той час), на три дні (не підряд) — 12,5 тис. ешкудо. Охочим придбати тримісячний квиток, а саме стільки часу тривала виставка, це задоволення коштувало 50 тис. ешкудо. Новинкою виставки стала розробка швейцарського годинникового підприємства «Swatch», яке випустило спеціальні наручні годинники з умонтованим чипом, що після намагнічування виконував функцію вхідного квитка на пропускних турнікетах.
Логотипом виставки стало зображення, що відтворює сонце і море в його блакитних хвилях (автором був рекламний директор виставки Аугушту Тавареш Діаш).
Талісманом виставки стала робота художника Антоніу Модешту та скульптора Артура Морейри, які обрали зображення студента Жозе Луіша Коелью з надісланих 309 робіт в рамках відповідного конкурсу, із назвою «Жіл» (порт. Gil) на честь відомого португальського мореплавця 15 століття Жіля Еанеша. Особливістю «Жіля» є його закручене у вигляді хвилі волосся.

## Павільйони

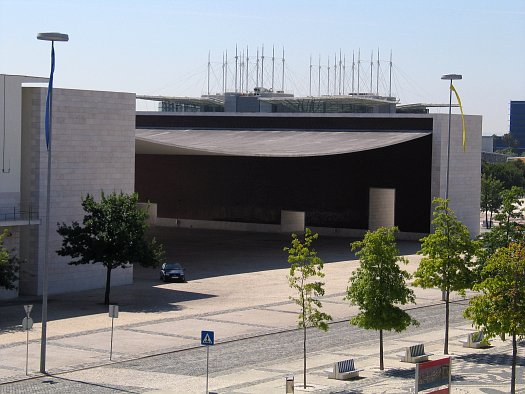
Павільйон Португалії

Під час проведення виставки було два типи павільйонів: тематичні і регіональні.
Тематичні павільйони:
1. Павільйон майбутнього (порт. Pavilhão do Futuro),
2. Павільйон віртуальної дійсності (порт. Pavilhão da Realidade Virtual),
3. Павільйон утопії (порт. Pavilhão da Utopia),
4. Павільйон Португалії (порт. Pavilhão de Portugal),
5. Павільйон знань (порт. Pavilhão do Conhecimento dos Mares),
6. Павільйон океанів (порт. Pavilhão dos Oceanos),
7. Павільйон територій (порт. Pavilhão do Território),
8. Павільйон води (порт. Pavilhão da Água),
9. Навігаційна виставка (порт. Exibição Náutica)

Приклади регіональних павільйонів:
1. Павільйон Азорських островів (порт. Pavilhão dos Açores),
2. Павільйон Гвінеї-Бісау (порт. Pavilhão da Guiné-Bissau),
3. Павільйон Макао (порт. Pavilhão de Macau),
4. Павільйон Мадейри (порт. Pavilhão da Madeira)

## Країни-учасники

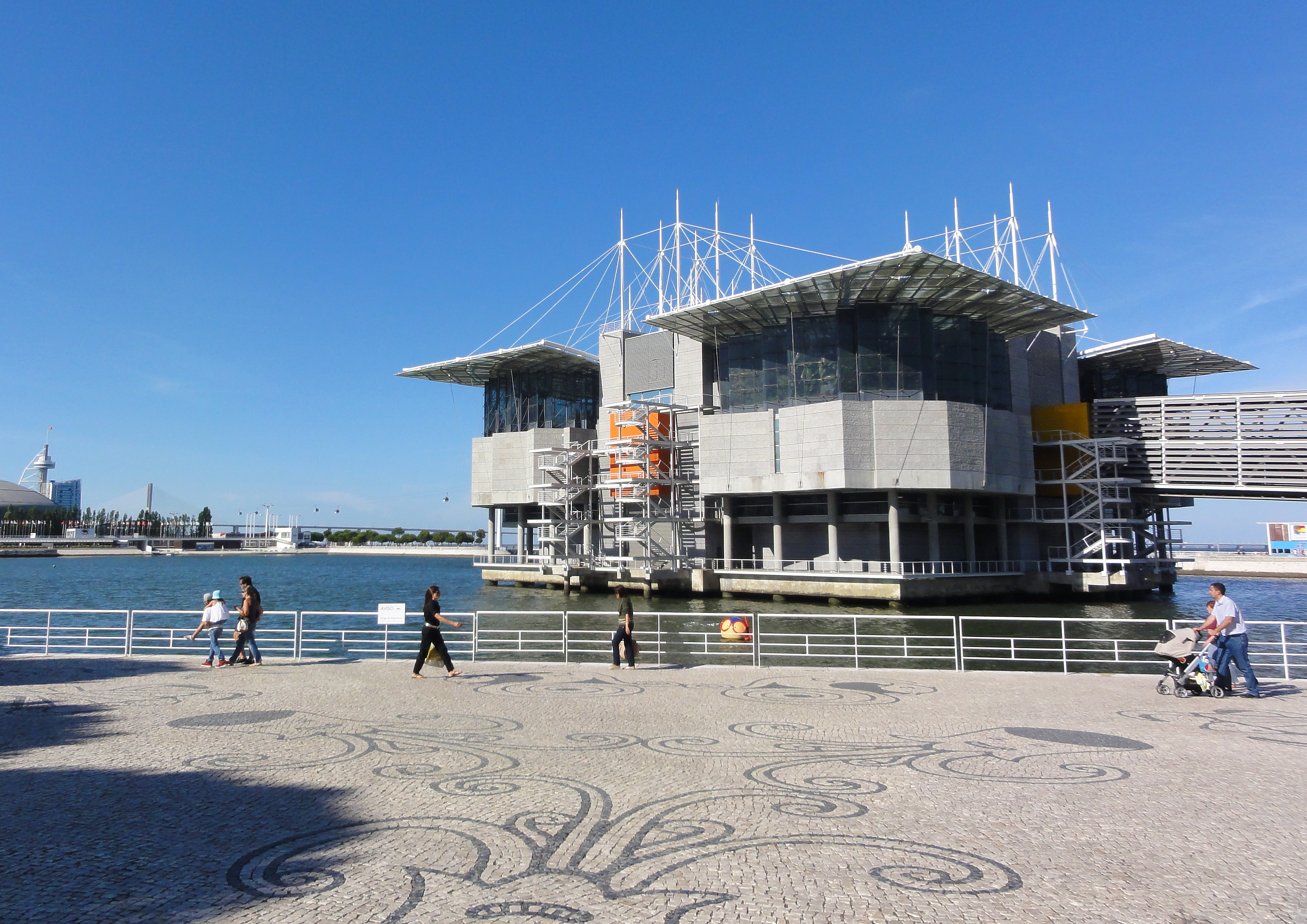
Будівля Лісабонського океанарію

На виставці були представлені 143 країни і міжнародні організації, зокрема:
Азія
Бангладеш; Вірменія; В'єтнам; Казахстан; Кіпр; Китай; Ємен; Ізраїль; Індія; Іран; Йорданія; Киргизстан; Кувейт; Ліван; Монголія; Непал; Об'єднані Арабські Емірати; Палестина; Пакистан; Південна Корея; Саудівська Аравія; Туреччина; Філіппіни; Шрі-Ланка; Японія.
Америка
Антигуа і Барбуда; Аргентина; Багамські Острови; Барбадос; Беліз; Болівія; Бразилія; Канада; Чилі; Колумбія; Куба; Домініка; Сальвадор; Еквадор; Сполучені Штати Америки; Гренада; Гватемала; Гаяна; Гондурас; Ямайка; Мексика; Монтсеррат; Нікарагуа; Панама; Парагвай; Перу; Домініканська Республіка; Сент-Люсія; Сент-Вінсент і Гренадини; Сент-Кіттс і Невіс; Суринам; Тринідад і Тобаго; Уругвай; Венесуела.
Африка
Південно-Африканська Республіка; Ангола; Алжир; Бенін; Ботсвана; Кабо-Верде; Камерун; Республіка Конго; Кот-д'Івуар; Джибуті; Єгипет; Ефіопія; Гвінея-Бісау; Лесото; Мадагаскар; Малаві; Малі; Марокко; Маврикій; Мавританія; Мозамбік; Намібія; Нігерія; Кенія; Демократична Республіка Конго; Сан-Томе і Принсіпі; Сенегал; Сейшельські Острови; Свазіленд; Судан; Танзанія; Туніс; Уганда; Замбія; Зімбабве.
Європа
Албанія; Німеччина; Андорра; Австрія; Бельгія; Білорусь; Боснія і Герцеговина; Болгарія; Хорватія; Данія; Словаччина; Словенія; Іспанія; Естонія; Фінляндія; Франція; Греція; Нідерланди; Угорщина; Ісландія; Італія; Югославія; Латвія; Литва; Люксембург; Північна Македонія; Монако; Норвегія; Мальта; Польща; Португалія; Велика Британія; Румунія; Росія; Ватикан; Сан-Марино; Швеція; Швейцарія; Україна.
Океанія
Федеративні Штати Мікронезії; Острови Кука; Соломонові острови; Кірибаті; Папуа Нова Гвінея; Самоа; Тонга; Тувалу.
Міжнародні організації
ООН; Рада Європи; ЮНЕСКО; МОК та інші

## Після виставки

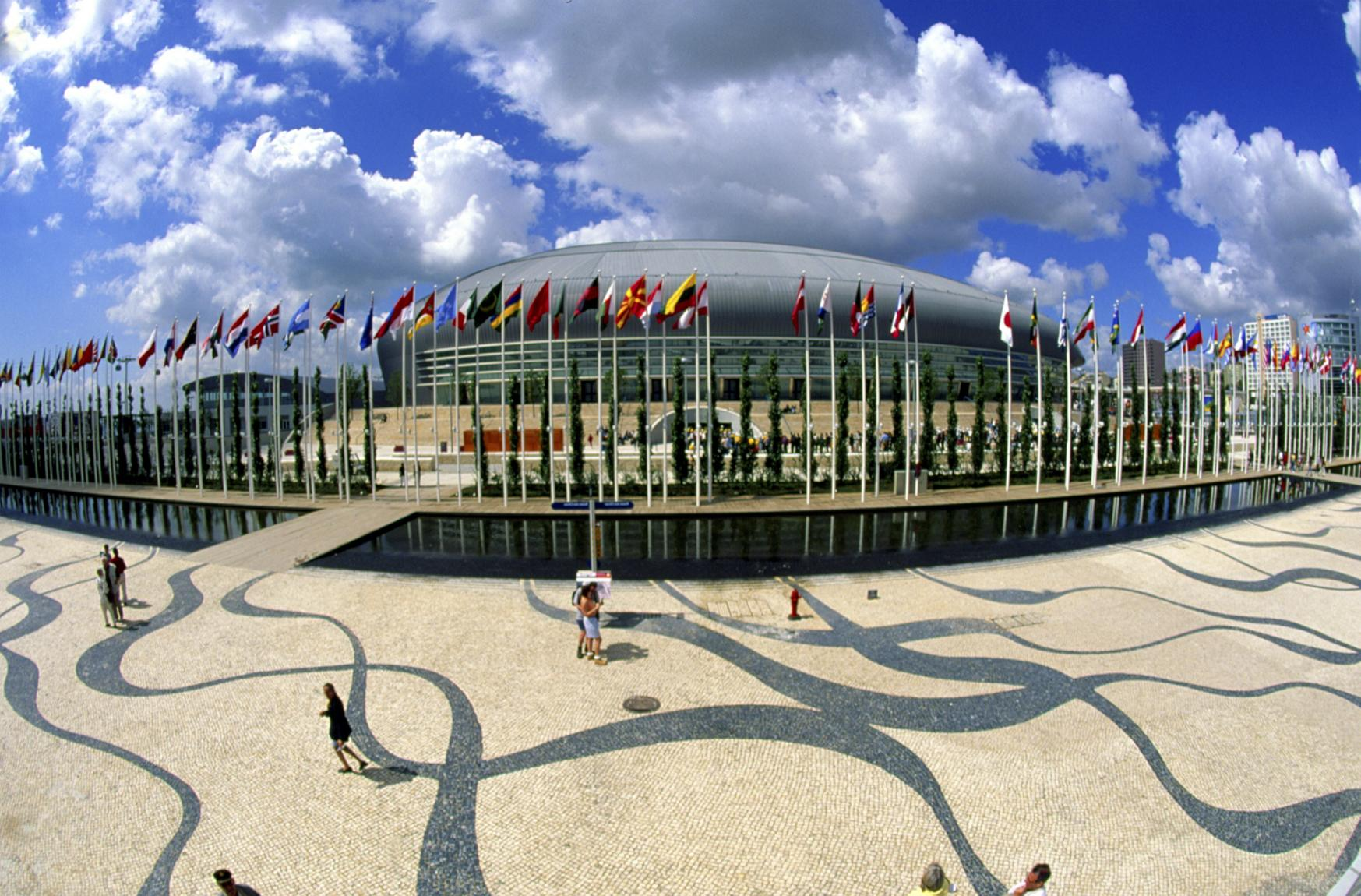
Сучасний парк націй на фоні павільйону «Атлантику»

У ніч на 1 жовтня 1998 року виставка зачинила свої двері. Ця остання ніч стала надзвичайною в історії міста. Приблизно о 20 годині, з міркувань безпеки було вилучено пропускні турнікети, оскільки кількість охочих прийти перевищила будь-які очікування. За деякими даними вона становила 215 тис. осіб, хоча ця цифра є далеко не остаточною. Причиною такої великої цифри став, насамперед, найбільший в історії міста феєрверк.
Міст Вашку да Гама та головна вежа в північній частині виставочної зони були закриті з 1 по 15 жовтня 1998 року. Відкрилися знову вже як частина парку Націй. Океанарій, Павільйон майбутнього і Павільйон знань продовжували приймати відвідувачів до останнього дня 1998 року. У лютому 1999 року вже парк почав змінюватись, зокрема:
- Головний вхід, перед транспортним вузлом «Gare do Oriente» було перетворено на комерційний центр «Vasco da Gama»;
- Міжнародна зона у північній частині стала місцем проведення Міжнародного ярмарку Лісабона (порт. Feira Internacional de Lisboa);
- Павільйон утопії було перейменовано в «Атлантику» — сьогодні він є місцем проведення значних культурних, спортивних, музичних подій тощо;
- Вежу Вашку да Гама було закрито для відвідувачів;
- Павільйон віртуальної дійсності було закрито та демонтовано;
- Павільйон знань було перетворено по суті на музей науки;
- Павільйон майбутнього сьогодні є казино.

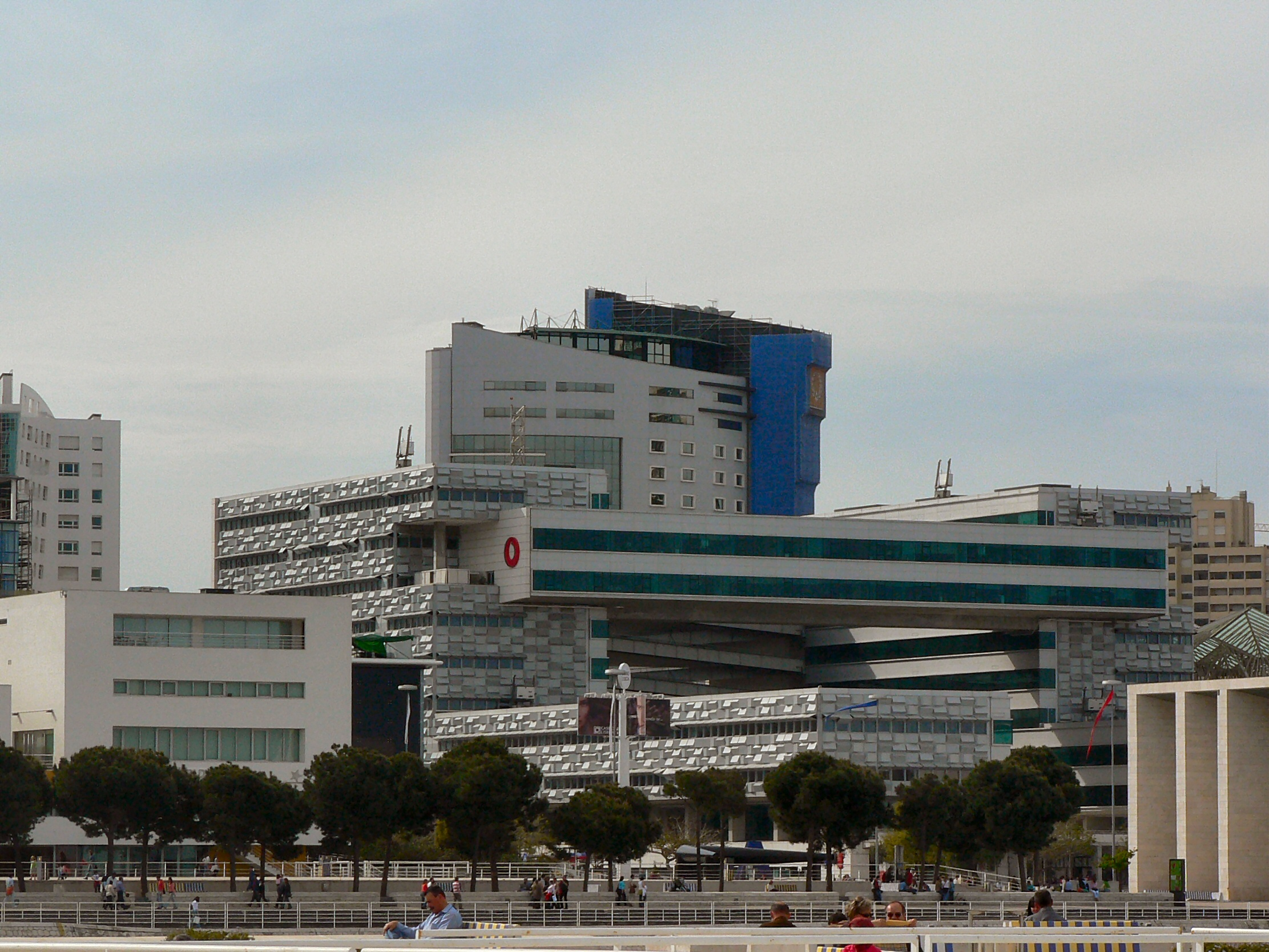
Офіс компанії «Vodafone»

Велику частина прилеглої території було продано — сьогодні це житлові будинки і офіси. За деякими даними, гроші від продажу земельних ділянок перевищили у 8 разів отримане від проведення самої виставки.
Сьогоднішня так звана зона «Експо» є найсучаснішим районом міста з близько 28 тис. мешканців, що гармонійно прилягає до гирла річки Тежу, з його великою кількістю закладів комерції, харчування, культури, спорту, офісів провідних компаній тощо.